# Février 1884

## Événements
- Généralisation du Livret de famille pour toute la France.
  - Le 14 février, au Sénat, Gustave Garrisson intervient ainsi : "Le Sénat sait ce que sont les Livrets de Famille. Lorsque le dépôt des actes de l’État-Civil fut détruit à Paris, dans les dernières convulsions de la Commune, on éprouva les plus grandes difficultés à reconstituer l’État-Civil. À cette occasion-là, le Garde des Sceaux, M. DUFAURE publia une circulaire dont je vous demande la permission de vous citer quelques lignes.
  - "Si cette mesure vient à être généralisée, ce sera un troisième dépôt des actes de l’État-Civil, confié à la garde des familles. En cas de catastrophe, incendie, inondation, pillage, invasion, les registres de l’État-Civil pourraient être ainsi reconstitués. Grâce au Livret de Famille, on évitera les erreurs qui se présentent si fréquemment dans l’indication des prénoms ou l’orthographe des noms et prénoms."

- 18 février : Gordon Pacha retourne à Khartoum. Sa proposition d'octroyer au Mahdi le titre de sultan du Kordofan est rejeté.

- 26 février : accord entre le Portugal et le Royaume-Uni sur les droits historiques du Portugal en Afrique. Le Portugal obtient des Britanniques la reconnaissance de la souveraineté sur les deux rives du fleuve Congo. Cet accord est destiné à contrarier la poussée belge : en deux ans Léopold II de Belgique a imposé 400 traités aux chefs locaux dans la région de l’Oubangui et du Kasaï. Le congrès de Berlin s’oppose au principe des droits historiques au profit de l’occupation effective. Le gouvernement portugais entreprend donc d’occuper les territoires séparant l’Angola du Mozambique.

## Naissances
- 7 février : Achille Liénart, cardinal français, évêque de Lille († 15 février 1973).
- 12 février :
  - Max Beckmann, peintre expressionniste allemand († 27 décembre 1950).
  - Marie Vassilieff, peintre français d'origine russe († 14 mai 1957).
- 17 février : Arthur Vanderpoorten, homme politique belge († 3 avril 1945).
- 27 février : Alexandre Arnoux, écrivain français († 5 janvier 1973).

## Décès
- 3 février : Eugène Rouher, homme politique français (° 1814).
- 11 février : John Hutton Balfour, botaniste britannique (° 1808).
- 20 février :
  - Adrien Guilmin, professeur de mathématiques et de français.
  - Abram William Lauder, politicien.